# Laurasiatheria
Die Laurasiatheria sind eine aufgrund molekulargenetischer Untersuchungen festgelegte Gruppe von Höheren Säugetieren mit großer Artenvielfalt. Sie wurde im Jahr 1999 von Peter J. Waddell  und Forscherkollegen wissenschaftlich eingeführt. Der Name, für den es bis jetzt keine deutsche Entsprechung gibt, deutet darauf hin, dass sie ihren Ursprung auf dem früheren nördlichen Superkontinent Laurasia haben. Die Schwestergruppe der Laurasiatheria sind wahrscheinlich die Euarchontoglires, zu denen auch der Mensch gehört und mit denen sie zusammen das Taxon Boreoeutheria bilden. Die Stammart beider Gruppen lebte vermutlich vor 85 bis 95 Millionen Jahren auf der Nordhalbkugel. Die Trennung der Überordnungen ist durch etwa 85 bis 90 Millionen Jahre alte Funde von Zalambdalestiden, die mit den Nagetieren (Rodentia), also (Euarchontoglires), verwandt sind, und Zhelestiden, die zu den Paarhufern (Artiodactyla) gezählt werden können, fossil dokumentiert.

Gondwana und Laurasia als Bestandteile Pangaeas am Ende der Triaszeit vor etwa 200 Mio. Jahren

Bei dem Vergleich mit den anderen Überordnungen gibt es zahlreiche Fälle konvergenter Evolution, zum Beispiel eine Anpassung an das Leben im Meer bei Seekühen der Afrotheria und den laurasiatherischen Walen und Robben oder die Spezialisierung auf Insekten bei den afrotherischen Erdferkeln, den laurasiatherischen Schuppentieren und den Ameisenbären, die zu den Nebengelenktieren gehören.
Als einzige Säugetiergruppe haben die Laurasiatheria mit den Fledertieren (Chiroptera) aktiv den Luftraum erobert. Mit dem Blauwal (Balaenoptera musculus) stellen sie nicht nur das größte Säugetier, sondern das größte bekannte Tier überhaupt, das jemals gelebt hat.

## Systematik
Die Laurasiatheria untergliedern sich in die folgenden Taxa:
Die Ordnungen der:
- Insektenfresser (Eulipotyphla), wozu zum Beispiel die Igel, die Spitzmäuse und die Maulwürfe gehören,
- Fledertiere (Chiroptera),
- Unpaarhufer (Perissodactyla), die Pferde, Tapire und Nashörner umfassen,

Sowie zwei Zwischentaxa mit je zwei Ordnungen:
- Cetartiodactyla
  - Paarhufer (Artiodactyla), zum Beispiel mit Schweinen, Kamelen und Wiederkäuern sowie
  - Wale (Cetacea), wozu auch die Delfine gezählt werden.
- Ferae
  - Schuppentiere (Pholidota),
  - Raubtiere (Carnivora), zu denen man heute auch die Robben zählt.

Hierbei werden die Ordnungen mit Ausnahme der Insektenfresser auch als Scrotifera zusammengefasst.
Zu den Laurasiatheria rechnet man auch die ausgestorbenen Mesonychia, Südamerikanischen Huftiere (Meridiungulata), Hyaenodonta und Oxyaenodonta. Die Zuordnung anderer Gruppen ist umstritten.